# Niiro Tadamoto
Niiro Tadamoto est un nom japonais traditionnel ; le nom de famille (ou le nom d'école), Niiro, précède donc le prénom (ou le nom d'artiste).
Niiro Tadamoto (新納 忠元, 1er février 1526-16 janvier 1611) est un obligé de Shimazu Yoshihisa, daimyo de la province de Satsuma. Jiroshirō est un de ses autres noms.
Niiro Tadamoto occupe le château d'Oguchi dans la province de Satsuma. Au service de Shimazu Yoshihisa, il prend part à de nombreuses batailles et en 1586 est responsable de la chute du château Tsohimitsu des Ōtomo. Il joue un rôle notable dans la bataille de la Hetsugi-gawa ultérieure (janvier 1587) et obtient une grande renommée lors de la campagne de Kyūshū dirigée par Toyotomi Hideyoshi l'année suivante. Au cours de la bataille de la Sendai-gawa, il mène une charge intrépide contre l'énorme armée de Toyotomi qui se prépare à marcher sur Kagoshima. Au cours de la féroce bataille, il se bat en duel personnel avec Katō Kiyomasa. Il est désarçonné mais épargné et Toyotomi Hideyoshi lui exprime son admiration pour son courage.
En plus de ses compétences en tant que guerrier, Niiro Tadamoto est un homme cultivé, expert dans la composition de wakas (poésie de 31 syllabes) et de tankas.

## Source de la traduction
- (en) Cet article est partiellement ou en totalité issu de l’article de Wikipédia en anglais intitulé « Niiro Tadamoto » (voir la liste des auteurs).